# Venâncio Aires
Venâncio Aires – miasto i gmina w Brazylii, w stanie Rio Grande do Sul. Znajduje się w mezoregionie Centro Oriental Rio-Grandense i mikroregionie Santa Cruz do Sul.